# Tympanocryptis rustica
Tympanocryptis rustica — вид ігуаноподібних ящірок родини агамових (Agamidae). Ендемік Австралії. Описаний у 2019 році.

## Поширення і екологія
Tympanocryptis rustica мешкають на Північній Території, від Теннанта-Кріка на півночі до національного парка Девенпорт-Мерчинсон. Вони живуть в кам'янистих пустелях.